# Пенафиел (футбольный клуб)
«Пенафиел» (порт. Futebol Clube Penafiel) — португальский футбольный клуб из одноимённого города, выступающий в Сегунда лиге. Клуб основан в 1951 году, гостей принимает на арене «25 апреля», вмещающем 6 500 зрителей. Лучшие годы клуба пришлись на 80-е и начало 90-х XX века, когда он практически постоянным участником Лиги Сагриш. «Пенафиел» провел тринадцать сезонов в Лиге Сагриш, лучшим результатом в чемпионате стало 10-е место в дебютном сезоне 1980/81 в элите, которое клуб повторил в сезоне 1987/88. В сезоне 1985/86 «Пенафиел» пробился в полуфинал кубка Португалии, где проиграл лиссабонской «Бенфике».

## Достижения
- Сегунда лига
  - Победитель (2): 1979/80, 1982/83